# 4 (tal)
4 (fyra (fil)) är det naturliga heltal som följer 3 och föregår 5.

## I matematiken
- Det andra kvadrattalet
- Det andra centrarade triangeltalet
- Det fjärde lucastalet
- Det fjärde defekta talet och även ett nästan-perfekt tal
- 4 är ett jämnt tal.
- 4 är ett semiprimtal[1].
- 4 är ett Armstrongtal.
- 4 är ett superperfekt tal
- 4 är ett superymnigt tal
- 4 är ett mycket ymnigt tal
- 4 är ett palindromtal i det decimala talsystemet.
- 4 är ett palindromtal i det ternära talsystemet.
- 4 är ett Ulamtal.
- 4 är ett Tribonaccital.
- 4 är ett tetraedertal.
- 4 är ett tetranaccital.
- 4 är ett Hexanaccital.
- 4 är ett Nonaccital.
- 4 är ett Oktanaccital.
- 4 är ett Heptanaccital.
- 4 är ett Pentanaccital.
- 4 är ett Praktiskt tal.
- 4 är ett Motzkintal

## Inom television
- 4 är en av siffrorna i den återkommande sifferserien 4, 8, 15, 16, 23, 42 i tv-serien Lost.

## Inom vetenskapen
- Beryllium, atomnummer 4
- M4, klotformig stjärnhop i Skorpionen, Messiers katalog
- 4 Vesta, en asteroid